# Jovan Ilkić
Jovan Ilkić (en serbe cyrillique : Јован Илкић ; né le 25 mars 1857 à Zemun et mort le 22 janvier 1917 à Neusiedl am See) était un architecte Serbe.

## Biographie

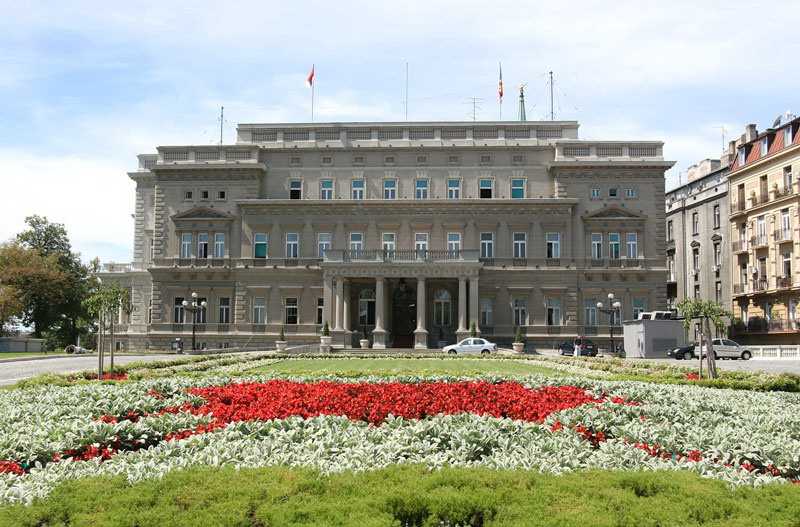
Le Stari dvor

Jovan Ilkić est né dans une famille de marchands, à Zemun, où il suivit les cours de l'école élémentaire et ceux du lycée. À Vienne, il termina ses études secondaires puis suivit des études d'architecture sous la direction de Theophil Hansen à l'Académie des Beaux-arts. Il sortit diplômé de l'académie en 1883. À partir du mois d'août de cette année, il devint employé dans le service de construction du Parlement de Vienne.
Jovan Ilkić revint ensuite en Serbie à l'invitation du prince Milan Obrenović, qui lui demanda de participer à la construction du Stari dvor. À son arrivée en Serbie, il travailla au ministère de la Construction en tant que contractuel de 1883 à 1899 puis comme ingénieur de 1900 à 1910. Il travailla en Hongrie en 1910 puis de 1911 à 1912, notamment à la construction de l'ensemble industriel Pelman à Budapest.
Il revint à Belgrade en 1912 et se mit à construire des bâtiments dans un style classique ou bien inspiré de l'architecture nationale serbe.

## Œuvres

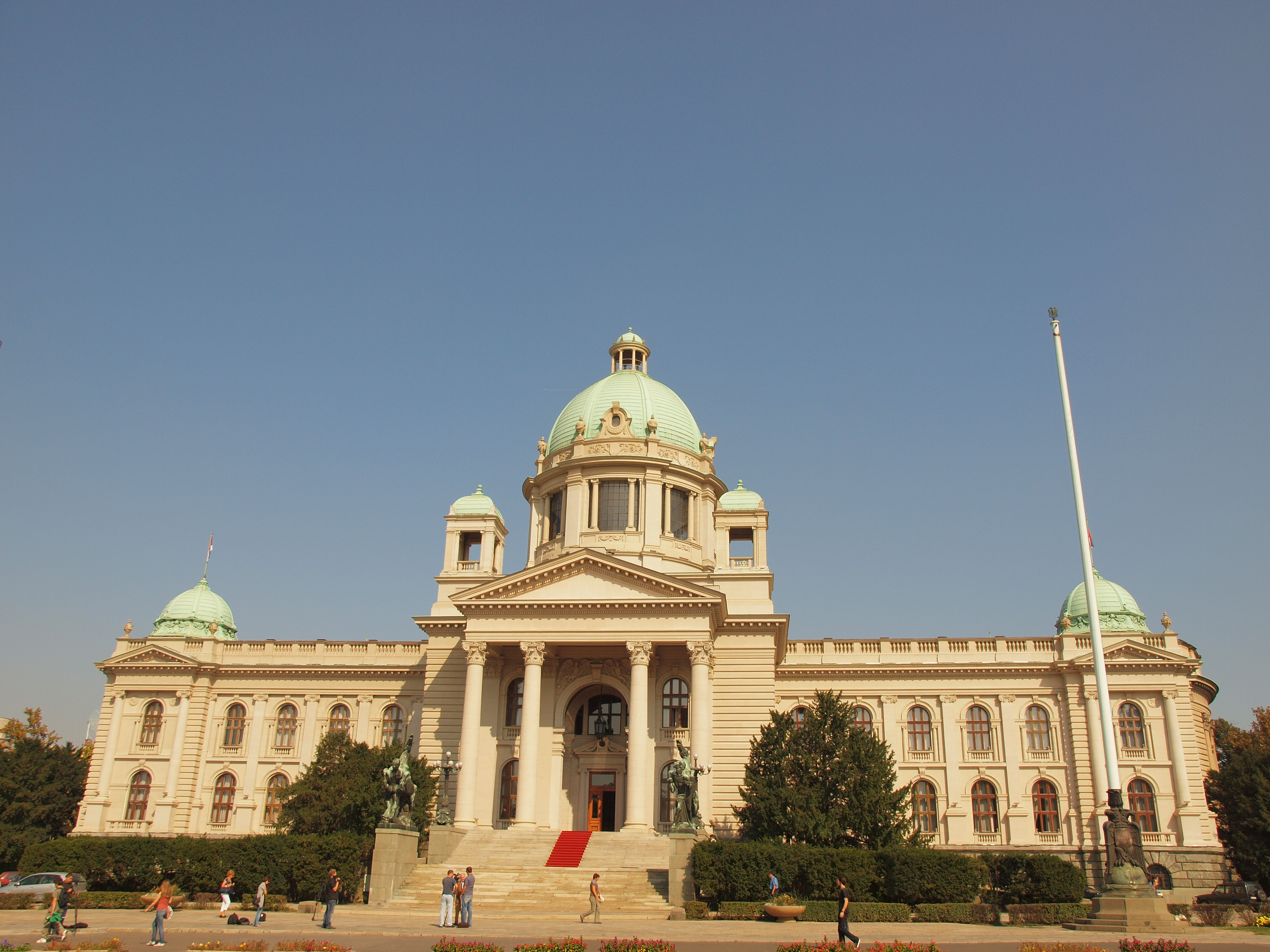
Le bâtiment de l'Assemblée nationale de Serbie

Parmi ses œuvres réalisées à Belgrade, on peut citer :
- la maison de Milorad Pavlović, rue Kralja Petra 11-13 (1884), monument protégé[1]
- la Maison Krsmanović située sur Terazije au n° 31 (1885)[2],[3],
- la maison de Milan Piroćanac (7 rue Francuska) à Belgrade, 1884 ; le bâtiment est classé[4].
- la maison Crvenčanin (15 rue Kralja Petra), à Belgrade, 1887 ; Monument historique[5]
- la maison de Saint-Sava à Belgrade (13 rue Cara Dušana), 1890 ; elle mêle une architecture d'ensemble académique avec une décoration éclectique ; l'immeuble est aujourd'hui classé[6].
- le mess des officiers, rue Kralja Milana 48 (1895, en collaboration avec Milorad Ruvidić)[7].
- le bâtiment de l'Assemblée nationale à Belgrade (1902 — 1936) ; le monument est classé[8].
- le bâtiment de la société d'assurances Rossija (aujourd'hui l'Hôtel Moskva) (1906).

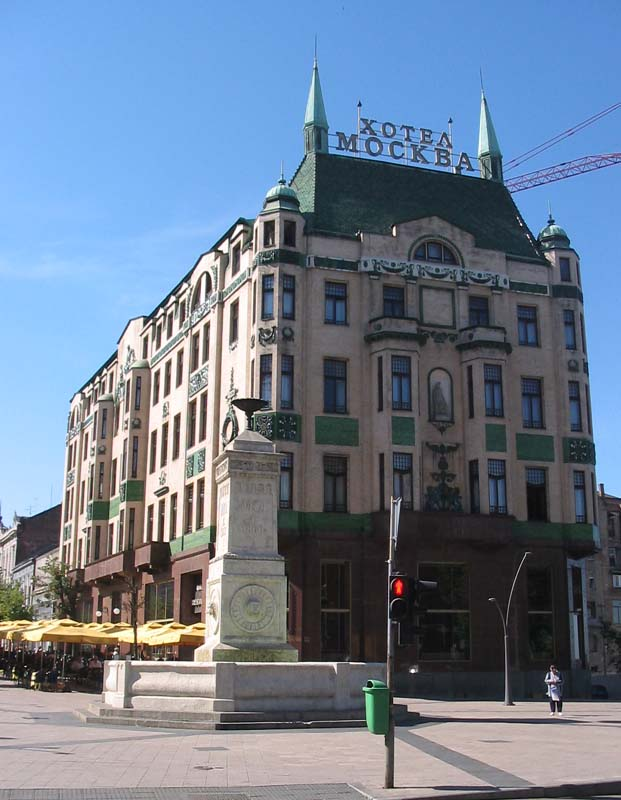
L'Hôtel Moskva

Parmi ses réalisations les plus importantes en Serbie figurent, entre autres :
- l'église de la Sainte-Trinité de Paraćin (1894),
- le bâtiment du tribunal de district de Valjevo (1906), classé
- le bâtiment du tribunal municipal de Valjevo (1906), classé
- le clocher et le porche de l'ancienne église du Saint-Esprit de Kragujevac (1907).